# Carroll (New Hampshire)
Carroll – miasto w Stanach Zjednoczonych, w stanie New Hampshire, w hrabstwie Coös.